# جانی کمپل (بازیکن فوتبال، زاده ۱۸۹۴)
جانی کمپل (انگلیسی: Johnny Campbell؛ ۱۴ اکتبر ۱۸۹۴ – ۳ اکتبر ۱۹۸۱) بازیکن فوتبال اهل بریتانیا بود.
از باشگاه‌هایی که در آن بازی کرده‌است می‌توان به باشگاه فوتبال ترانمره راورز اشاره کرد.